# PDC Pro Tour 2021
De PDC Pro Tour 2021 is een reeks van dartstoernooien die worden georganiseerd door de Professional Darts Corporation (PDC). Deze tour bestaat uit de Professional Dart Players Association (PDPA) Players Championships en de European Tour events. De wedstrijden worden niet op televisie uitgezonden. In februari werd de Q-School van 2021 gehouden. Verder worden 8 PDC Super Series gespeeld in het kader van de Players Championships. Deze Super Series zijn vergelijkbaar met de in 2020 gehouden Summer, Autumn en Winter Series, nu in 8 blocks van vier (of 2) dagen, samen vormen zij de 30 Players Championship toernooien. Er waren 2 Europese Tour-toernooien gepland in september. De Challenge en Development Tours werden gesplitst in 12 Europese en 12 Engelse evenementen.

## Prijzengeld
Ten opzichte van de PDC Pro Tour 2020 is het prijzengeld voor alle Europese Tourevenementen en de Players Championships gelijk gebleven.
| Plaats          | Players Championships |
| --------------- | --------------------- |
| Winnaar         | £ 10.000              |
| Runner-up       | £ 6.000               |
| Halvefinalisten | £ 3.000               |
| Kwartfinalisten | £ 2.250               |
| Laatste 16      | £ 1.500               |
| Laatste 32      | £ 1.000               |
| Laatste 64      | £ 500                 |
| Totaal          | £ 75.000              |

| Plaats          | Europese Tour |
| --------------- | ------------- |
| Winnaar         | £ 25.000      |
| Runner-up       | £ 10.000      |
| Halvefinalisten | £ 6.500       |
| Kwartfinalisten | £ 5.000       |
| Laatste 16      | £ 3.000       |
| Laatste 32      | £ 2.000       |
| Laatste 48      | £ 1.000       |
| Totaal          | £ 140.000     |

## PDC Pro Tour Card
Aan 128 spelers zijn Tour Cards toegekend, waarmee zij deel mogen nemen aan alle Players Championships, UK Open Qualifiers en European Tour evenementen.

### Tour Cards
Zie ook Lijst van darters met een PDC Tourkaart 2021.
De 2021 Tour Kaarten werden toegekend aan:
- (64) De top 64 spelers van de PDC Order of Merit na het PDC World Darts Championship 2021.
  - Harry Ward (57) gaf zijn tourkaart terug, waardoor Mark McGeeney in de top 64 kwam.
  - Kyle Anderson (60) gaf zijn tourkaart terug, waardoor Maik Kuivenhoven in de top 64 kwam.
- (27) 27 qualifiers van de Q-School 2020 die niet in de top 64 van de PDC Order of Merit stonden na het WK.
- (2) De twee hoogste qualifiers van de Challenge Tour 2019 (Callan Rydz en Jesús Noguera).
- (2) De twee hoogste qualifiers van de Development Tour 2019 (Ryan Meikle en Ciarán Teehan).
- (2) De twee hoogste qualifiers van de Challenge Tour 2020 (David Evans en Ritchie Edhouse).
- (2) De twee hoogste qualifiers van de Development Tour 2020 (Keane Barry en Berry van Peer).
- (8) De 8 dagwinnaars van de Q-School 2021.

Daarna werd het spelersveld aangevuld met de hoogst gekwalificeerde spelers van de Q-School Order of Merit, tot het maximum aantal van 128 Pro Tour Card spelers was bereikt. Dat waren er dit jaar 21.

### Q-School
Q-school werd dit jaar opgesplitst in verschillende fases. Fase 1 werd gespeeld van 8-10 februari en van 11 tot 13 februari. De beslissende fase werd gehouden met 128 spelers van 14-17 februari. Tijdens de Q-school werden er negendarters gegooid door  José Marques,  Shane McGuirk en  Martin Schindler.
De UK Q-School werd gehouden in de Marshall Arena, Milton Keynes, Engeland. De Europese Q-school vond plaats in het H+ Hotel in Niedernhausen, Duitsland.
| Datum       | Toernooi          | Plaats                        | Qualifiers     |
| ----------- | ----------------- | ----------------------------- | -------------- |
| 14 februari | Europese Q School | Niedernhausen, H+ Hotel       | Geert De Vos   |
| 15 februari | Europese Q School | Niedernhausen, H+ Hotel       | Geert Nentjes  |
| 16 februari | Europese Q School | Niedernhausen, H+ Hotel       | Florian Hempel |
| 17 februari | Europese Q School | Niedernhausen, H+ Hotel       | Boris Koltsov  |
| 14 februari | UK Q School       | Milton Keynes, Marshall Arena | Kirk Shepherd  |
| 15 februari | UK Q School       | Milton Keynes, Marshall Arena | Jason Heaver   |
| 16 februari | UK Q School       | Milton Keynes, Marshall Arena | Jake Jones     |
| 17 februari | UK Q School       | Milton Keynes, Marshall Arena | Scott Mitchell |

Er werd ook een Order of Merit voor iedere Q-School gemaakt. Iedere speler die voorbij de eerste ronde kwam kreeg voor elke gewonnen partij 1 punt.
Op basis van deze Q-School Order of Merit werden dus nog 21 tourkaarten verdeeld.
UK Q School Order of Merit
1. Jack Main
2. Andrew Gilding
3. Martin Lukeman
4. Lewis Williams
5. Eddie Lovely
6. Alan Soutar
7. Joe Murnan
8. Gordon Mathers
9. Peter Hudson
10. Jonathan Worsley
11. Brett Claydon
12. John Brown
13. Danny Baggish

Europese Q School Order of Merit
1. Martin Schindler
2. Niels Zonneveld
3. Raymond van Barneveld
4. Zoran Lerchbacher
5. Adam Gawlas
6. Michael Unterbuchner
7. John Michael
8. Robert Marijanović

## Players Championships
| Num. | Datum                 | Plaats                                              | Winnaar               | Score | Runner-up             | Bron   | Negendarter                    |
| ---- | --------------------- | --------------------------------------------------- | --------------------- | ----- | --------------------- | ------ | ------------------------------ |
| 1    | donderdag 25 februari | Bolton, Bolton Whites Hotel "PDC Super Series 1."   | Joe Cullen            | 8-7   | Jonny Clayton         | [ 3 ]  | Michael Smith                  |
| 2    | vrijdag 26 februari   | Bolton, Bolton Whites Hotel "PDC Super Series 1."   | Callan Rydz           | 8-7   | Jonny Clayton         | [ 4 ]  | Adrian Lewis                   |
| 3    | zaterdag 27 februari  | Bolton, Bolton Whites Hotel "PDC Super Series 1."   | Raymond van Barneveld | 8-6   | Joe Cullen            | [ 5 ]  | Mensur Suljović                |
| 4    | zondag 28 februari    | Bolton, Bolton Whites Hotel "PDC Super Series 1."   | Jonny Clayton         | 8-6   | Damon Heta            |        | Luke Woodhouse                 |
| 5    | dinsdag 16 maart      | Milton Keynes, Marshall Arena "PDC Super Series 2." | Brendan Dolan         | 8-6   | Michael Smith         |        | Ritchie Edhouse Wayne Jones    |
| 6    | woensdag 17 maart     | Milton Keynes, Marshall Arena "PDC Super Series 2." | Gerwyn Price          | 8-5   | Luke Humphries        |        |                                |
| 7    | donderdag 18 maart    | Milton Keynes, Marshall Arena "PDC Super Series 2." | Jonny Clayton         | 8-5   | James Wade            |        |                                |
| 8    | vrijdag 19 maart      | Milton Keynes, Marshall Arena "PDC Super Series 2." | Peter Wright          | 8-3   | Gerwyn Price          |        | Mickey Mansell                 |
| 9    | zaterdag 24 april     | Niedernhausen, H+ Hotel "PDC Super Series 3."       | José de Sousa         | 8-1   | Luke Humphries        |        | Nathan Aspinall                |
| 10   | zondag 25 april       | Niedernhausen, H+ Hotel "PDC Super Series 3."       | Michael Smith         | 8-5   | Ross Smith            |        | Stephen Bunting José de Sousa  |
| 11   | maandag 26 april      | Niedernhausen, H+ Hotel "PDC Super Series 3."       | Dirk van Duijvenbode  | 8-6   | Martijn Kleermaker    |        |                                |
| 12   | dinsdag 27 april      | Niedernhausen, H+ Hotel "PDC Super Series 3."       | Dimitri Van den Bergh | 8-7   | Dirk van Duijvenbode  | [ 6 ]  | Krzysztof Ratajski             |
| 13   | maandag 14 juni       | Milton Keynes, Marshall Arena "PDC Super Series 4." | Joe Cullen            | 8-6   | Gerwyn Price          | [ 7 ]  | Niels Zonneveld                |
| 14   | dinsdag 15 juni       | Milton Keynes, Marshall Arena "PDC Super Series 4." | José de Sousa         | 8-6   | Michael van Gerwen    | [ 8 ]  | Jim McEwan Geert Nentjes       |
| 15   | woensdag 16 juni      | Milton Keynes, Marshall Arena "PDC Super Series 4." | José de Sousa         | 8-7   | Ryan Searle           | [ 9 ]  | Ian White                      |
| 16   | donderdag 17 juni     | Milton Keynes, Marshall Arena "PDC Super Series 4." | Peter Wright          | 8-4   | Luke Humphries        | [ 10 ] |                                |
| 17   | dinsdag 6 juli        | Coventry, Ricoh Arena "PDC Super Series 5."         | Stephen Bunting       | 8-4   | Dimitri Van den Bergh | [ 11 ] |                                |
| 18   | woensdag 7 juli       | Coventry, Ricoh Arena "PDC Super Series 5."         | Chris Dobey           | 8-7   | José de Sousa         | [ 12 ] | Danny Noppert Martin Atkins    |
| 19   | donderdag 8 juli      | Coventry, Ricoh Arena "PDC Super Series 5."         | Ross Smith            | 8-4   | Brendan Dolan         | [ 13 ] | Dimitri Van den Bergh          |
| 20   | vrijdag 9 juli        | Coventry, Ricoh Arena "PDC Super Series 5."         | Peter Wright          | 8-2   | Michael van Gerwen    | [ 14 ] | Kim Huybrechts Gabriel Clemens |
| 21   | maandag 2 augustus    | Barnsley, Metrodome "PDC Super Series 6."           | Gerwyn Price          | 8-7   | Damon Heta            | [ 15 ] |                                |
| 22   | dinsdag 3 augustus    | Barnsley, Metrodome "PDC Super Series 6."           | Ryan Searle           | 8-7   | Peter Wright          | [ 16 ] | Ron Meulenkamp                 |
| 23   | woensdag 4 augustus   | Barnsley, Metrodome "PDC Super Series 6."           | Peter Wright          | 8-7   | Jonny Clayton         | [ 17 ] |                                |
| 24   | dinsdag 19 oktober    | Barnsley, Metrodome "PDC Super Series 7."           | Dimitri Van den Bergh | 8-5   | Adrian Lewis          | [ 18 ] | Nathan Aspinall Callan Rydz    |
| 25   | woensdag 20 oktober   | Barnsley, Metrodome "PDC Super Series 7."           | Callan Rydz           | 8-6   | Gabriel Clemens       | [ 19 ] |                                |
| 26   | donderdag 21 oktober  | Barnsley, Metrodome "PDC Super Series 7."           | Rob Cross             | 8-6   | Ryan Searle           | [ 20 ] | Madars Razma                   |
| 27   | vrijdag 22 oktober    | Barnsley, Metrodome "PDC Super Series 7."           | Michael Smith         | 8-6   | Ross Smith            | [ 21 ] | Madars Razma                   |
| 28   | dinsdag 2 november    | Barnsley, Metrodome "PDC Super Series 8."           | Chris Dobey           | 8-6   | Ryan Searle           | [ 22 ] | Scott Waites Gabriel Clemens   |
| 29   | woensdag 3 november   | Barnsley, Metrodome "PDC Super Series 8."           | Michael van Gerwen    | 8-5   | Nathan Aspinall       | [ 23 ] | Steve West Mickey Mansell      |
| 30   | donderdag 4 november  | Barnsley, Metrodome "PDC Super Series 8."           | Krzysztof Ratajski    | 8-7   | Joe Cullen            | [ 24 ] |                                |

## Europese Tour
Er waren voor dit jaar twee Europese Tour-toernooien gepland. Hoewel de PDC had aangekondigd dat er wellicht meerdere zouden volgen, bleef het bij twee toernooien.
| Nr. | Datum           | Evenement              | Plaats                        | Winnaar      | Score | Runner-up       | Bron   | Negendarter |
| --- | --------------- | ---------------------- | ----------------------------- | ------------ | ----- | --------------- | ------ | ----------- |
| ET1 | 3-5 september   | Hungarian Darts Trophy | Boedapest, Sports Arena       | Gerwyn Price | 8 – 2 | Michael Smith   | [ 26 ] |             |
| ET2 | 24-26 september | Gibraltar Darts Trophy | Gibraltar, Europa Sports Park | Gerwyn Price | 8 – 0 | Mensur Suljović | [ 27 ] |             |

## PDC Challenge Tour
De PDC Unicorn Challenge Tour is toegankelijk voor alle PDPA-leden die tijdens de Q School geen tourkaart wisten te bemachtigen. Vanwege de Covid-19 Pandemie is de Challenge Tour opgedeeld in een Europese en een Engelse variant.
De winnaars krijgen een tourkaart voor twee jaar, waarmee zij kunnen deelnemen aan de PDC Pro Tour 2022 en 2023. De nummers 2 tot en met 4 mogen gratis deelnemen aan de PDC Q School editie in 2022. Er zijn dit jaar vier Challenge Tour-toernooien meer dan in 2019 (van 20 naar 24).

### European Challenge Tour
| #  | Datum                | Plaats                  | Winnaar              | Legs  | Runner-up         | Bron   | Negendarter    |
| -- | -------------------- | ----------------------- | -------------------- | ----- | ----------------- | ------ | -------------- |
| 1  | vrijdag 2 juli       | Niedernhausen, H+ Hotel | Matt Campbell        | 5 – 1 | Gino Vos          | [ 29 ] |                |
| 2  | vrijdag 2 juli       | Niedernhausen, H+ Hotel | Kevin Doets          | 5 – 2 | Christian Kist    | [ 29 ] | Christian Kist |
| 3  | zaterdag 3 juli      | Niedernhausen, H+ Hotel | Rowby-John Rodriguez | 5 – 0 | Toni Alcinas      | [ 30 ] |                |
| 4  | zaterdag 3 juli      | Niedernhausen, H+ Hotel | Steven Noster        | 5 – 3 | Richard Veenstra  | [ 31 ] |                |
| 5  | zondag 4 juli        | Niedernhausen, H+ Hotel | Matt Campbell        | 5 – 4 | Jitse van der Wal | [ 32 ] |                |
| 6  | zondag 4 juli        | Niedernhausen, H+ Hotel | Kenny Neyens         | 5 – 4 | Lukas Wenig       | [ 33 ] |                |
| 7  | vrijdag 3 september  | Niedernhausen, H+ Hotel | Jose Justicia        | 5 – 1 | Niko Springer     | [ 34 ] |                |
| 8  | vrijdag 3 september  | Niedernhausen, H+ Hotel | Toni Alcinas         | 5 – 0 | Jerry Hendriks    | [ 34 ] |                |
| 9  | zaterdag 4 september | Niedernhausen, H+ Hotel | Steven Noster        | 5 – 2 | Jimmy Hendriks    | [ 35 ] |                |
| 10 | zaterdag 4 september | Niedernhausen, H+ Hotel | Sebastian Białecki   | 5 – 4 | Kevin Doets       | [ 35 ] |                |
| 11 | zondag 5 september   | Niedernhausen, H+ Hotel | Matt Campbell        | 5 – 0 | Wesley Plaisier   | [ 36 ] |                |
| 12 | zondag 5 september   | Niedernhausen, H+ Hotel | Luc Peters           | 5 – 1 | Kevin Blomme      | [ 37 ] |                |

### UK Challenge Tour
| #  | Datum                | Plaats                        | Winnaar          | Legs  | Runner-Up        | Bron   | Negendarter     |
| -- | -------------------- | ----------------------------- | ---------------- | ----- | ---------------- | ------ | --------------- |
| 1  | vrijdag 6 augustus   | Milton Keynes, Marshall Arena | Darren Beveridge | 5 – 2 | Martin Thomas    | [ 38 ] |                 |
| 2  | vrijdag 6 augustus   | Milton Keynes, Marshall Arena | Jim Williams     | 5 – 4 | Adam Smith-Neale | [ 39 ] |                 |
| 3  | zaterdag 7 augustus  | Milton Keynes, Marshall Arena | Jim McEwan       | 5 – 4 | Jim Williams     | [ 40 ] |                 |
| 4  | zaterdag 7 augustus  | Milton Keynes, Marshall Arena | Adam Smith-Neale | 5 – 1 | Gavin Carlin     | [ 41 ] |                 |
| 5  | zondag 8 augustus    | Milton Keynes, Marshall Arena | Shaun McDonald   | 5 – 4 | Nathan Girvan    | [ 42 ] |                 |
| 6  | zondag 8 augustus    | Milton Keynes, Marshall Arena | Jamie Clark      | 5 – 3 | Ryan Palmer      | [ 43 ] |                 |
| 7  | vrijdag 3 september  | Milton Keynes, Marshall Arena | Martin Thomas    | 5 – 2 | Shaun McDonald   | [ 34 ] |                 |
| 8  | vrijdag 3 september  | Milton Keynes, Marshall Arena | Matthew Dennant  | 5 – 4 | Darren Beveridge | [ 44 ] |                 |
| 9  | zaterdag 4 september | Milton Keynes, Marshall Arena | Reece Robinson   | 5 – 4 | Danny Lauby jr.  | [ 35 ] |                 |
| 10 | zaterdag 4 september | Milton Keynes, Marshall Arena | Nathan Rafferty  | 5 – 2 | Robert Rickwood  | [ 35 ] |                 |
| 11 | zondag 5 september   | Milton Keynes, Marshall Arena | James Richardson | 5 – 1 | Jason Hogg       | [ 36 ] | Ryan Harrington |
| 12 | zondag 5 september   | Milton Keynes, Marshall Arena | Cameron Menzies  | 5 – 0 | Derek Coulson    | [ 45 ] |                 |

## PDC Development Tour
De PDC Unicorn Development Tour is toegankelijk voor spelers van 16 tot 23 jaar. Vanwege de Covid-19 pandemie is de Development Tour opgedeeld in een Europese en een Engelse variant. De winnaars van de PDC Development Tour Order of Merit krijgen een tourkaart voor twee jaar waarmee zij kunnen deelnemen aan de PDC Pro Tour 2022 en 2023. De nummers 2 tot en met 4 mogen gratis deelnemen aan de PDC Q School editie in 2022.

### European Development Tour
| #  | Datum                | Plaats                  | Winnaar              | Legs  | Runner-Up           | Bron   | Negendarter |
| -- | -------------------- | ----------------------- | -------------------- | ----- | ------------------- | ------ | ----------- |
| 1  | vrijdag 20 augustus  | Niedernhausen, H+ Hotel | Jurjen van der Velde | 5 – 2 | Bradly Roes         | [ 46 ] |             |
| 2  | vrijdag 20 augustus  | Niedernhausen, H+ Hotel | Rusty-Jake Rodriguez | 5 – 3 | Jeroen Mioch        | [ 46 ] |             |
| 3  | zaterdag 21 augustus | Niedernhausen, H+ Hotel | Kevin Doets          | 5 – 4 | Mike van Duivenbode | [ 47 ] |             |
| 4  | zaterdag 21 augustus | Niedernhausen, H+ Hotel | Niels Zonneveld      | 5 – 3 | Geert Nentjes       | [ 47 ] |             |
| 5  | zondag 22 augustus   | Niedernhausen, H+ Hotel | Rusty-Jake Rodriguez | 5 – 0 | Niels Zonneveld     | [ 48 ] |             |
| 6  | zondag 22 augustus   | Niedernhausen, H+ Hotel | Rusty-Jake Rodriguez | 5 – 1 | Niko Springer       | [ 49 ] |             |
| 7  | vrijdag 5 november   | Niedernhausen, H+ Hotel | Rusty-Jake Rodriguez | 5 – 3 | Fabian Schmutzler   | [ 50 ] |             |
| 8  | vrijdag 5 november   | Niedernhausen, H+ Hotel | Sebastian Białecki   | 5 – 4 | Geert Nentjes       | [ 50 ] |             |
| 9  | zaterdag 6 november  | Niedernhausen, H+ Hotel | Rusty-Jake Rodriguez | 5 – 1 | Niko Springer       | [ 51 ] |             |
| 10 | zaterdag 6 november  | Niedernhausen, H+ Hotel | Fabian Schmutzler    | 5 – 2 | Marcel Gerdon       | [ 51 ] |             |
| 11 | zondag 7 november    | Niedernhausen, H+ Hotel | Fabian Schmutzler    | 5 – 2 | Adam Gawlas         | [ 52 ] |             |
| 12 | zondag 7 november    | Niedernhausen, H+ Hotel | Nico Kurz            | 5 – 1 | Dominik Grüllich    | [ 53 ] |             |

### UK Development Tour
| #  | Datum                | Plaats                        | Winnaar         | Legs  | Runner-Up         | Bron   | Negendarter |
| -- | -------------------- | ----------------------------- | --------------- | ----- | ----------------- | ------ | ----------- |
| 1  | vrijdag 20 augustus  | Milton Keynes, Marshall Arena | Reece Colley    | 5 – 4 | Dom Taylor        | [ 46 ] |             |
| 2  | vrijdag 20 augustus  | Milton Keynes, Marshall Arena | Keelan Kay      | 5 – 3 | Dom Taylor        | [ 46 ] |             |
| 3  | zaterdag 21 augustus | Milton Keynes, Marshall Arena | Dom Taylor      | 5 – 4 | Jack Male         | [ 47 ] |             |
| 4  | zaterdag 21 augustus | Milton Keynes, Marshall Arena | Liam Meek       | 5 – 3 | Dom Taylor        | [ 47 ] |             |
| 5  | zondag 22 augustus   | Milton Keynes, Marshall Arena | Nathan Rafferty | 5 – 0 | Daniel Perry      | [ 54 ] |             |
| 6  | zondag 22 augustus   | Milton Keynes, Marshall Arena | Bradley Brooks  | 5 – 2 | Ted Evetts        | [ 55 ] |             |
| 7  | vrijdag 29 oktober   | Barnsley, Metrodome           | Ted Evetts      | 5 – 1 | Nathan Rafferty   | [ 56 ] |             |
| 8  | vrijdag 29 oktober   | Barnsley, Metrodome           | Bradley Brooks  | 5 – 3 | Jarred Cole       | [ 56 ] |             |
| 9  | zaterdag 30 oktober  | Barnsley, Metrodome           | Keelan Kay      | 5 – 4 | Killian Heffernan | [ 57 ] |             |
| 10 | zaterdag 30 oktober  | Barnsley, Metrodome           | Reece Colley    | 5 – 2 | Lewis Pride       | [ 57 ] |             |
| 11 | zondag 31 oktober    | Barnsley, Metrodome           | Nathan Rafferty | 5 – 4 | Ted Evetts        | [ 58 ] |             |
| 12 | zondag 31 oktober    | Barnsley, Metrodome           | Bradley Brooks  | 5 – 1 | Keelan Kay        | [ 59 ] |             |